# Tre Madri

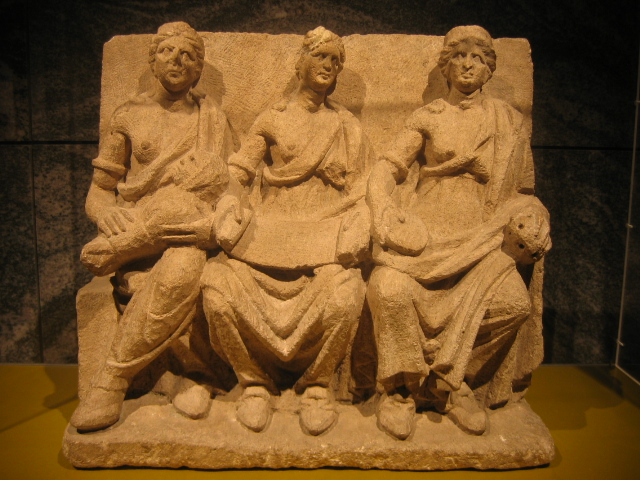
Le tre Madri

Le Tre Madri sono una triade di divinità celtiche. La mitologia celtica ripropone in più siti e in più versioni, tutte però riconducibili ad una tipologia comune, una triade di madri riconducibili al mito della dea madre, raffigurate solitamente in altorilievi, sedute e nell'atto di allattare o accudire ciascuna un bambino. Le figure sono sempre caratterizzate da una femminilità realistica, come giovani donne nel pieno della maturità, i capelli raccolti in fogge inusuali per la contemporanea ritrattistica diffusa nel mondo classico. I rilievi sono stati spesso ritrovati in santuari dedicati al culto delle Tre Madri. Esempi sono visibili nel Museo di Alise-Sainte-Reine, nel Museo Rolin di Autun, in quello annesso al sito di Bibracte presso il Monte Beuvray in Borgogna.